# BikingMan
BikingMan é uma organização com sede na França que organiza eventos de ciclismo de ultra distância autossuficientes, na América do Sul, Europa, Oriente Médio e Ásia. Foi fundada em 2016 por Axel Carion, que voltou do ciclismo pela América do Sul em 2015 e queria compartilhar a experiência de pedalar lugares desconhecidos em condições de sobrevivência.

## Ultra ciclismo auto-suportado
A natureza autossuficiente das corridas do BikingMan é diferente de eventos de ultradistância como o Race Across America, onde cada piloto tem uma grande equipe de apoio com vários veículos.
Ser autossustentável significa que pegar vácuo não é permitido, receber qualquer forma de apoio de outros pilotos, amigos ou familiares não é permitido; todos os alimentos, acomodações, reparos, etc., devem ser adquiridos de fontes comerciais, se puderem encontrar algum na estrada. O organizador fornece uma rota obrigatória, um rastreador GPS para controlar a progressão de cada participante. Os pilotos devem escolher estrategicamente quanto tempo dedicar à pilotagem, descanso e reabastecimento a cada dia.
O relógio nunca para desde o momento em que os pilotos saem da largada até o momento em que chegam à chegada. A orientação desempenha um papel importante dado que a maioria dos locais das corridas são desconhecidos para a maioria dos participantes.

## Regras das corridas do BikingMan
1. Os atletas são autossuficientes e precisam lidar com o abastecimento, reparos e descanso durante a corrida
2. Todos os atletas devem pedalar desde o local de partida até o local de chegada, cruzando os pontos de verificação obrigatórios na ordem correta
3. Todo atleta precisa carimbar sua progressão em todos os postos de controle nas janelas de tempo de abertura
4. Andar em grupo é proibido
5. Todo atleta precisa carregar um sistema de rastreamento GPS para rastrear sua progressão
6. É proibida a assistência externa de qualquer tipo
7. Não são permitidos carros de apoio

## Como acompanhar a corrida
Os eventos do BikingMan são todos cobertos por um número limitado de carros de mídia da organização. Os eventos são assim apresentados em direto nas redes sociais, nomeadamente nas contas de Instagram e Facebook da organização. Durante as corridas, e diariamente, um artigo baseado em história é publicado na página de Exposição da organização, bem como um artigo adicional para a tabela de classificação após a conclusão da corrida. Todos os participantes estão equipados com um rastreador GPS, que permite compartilhar sua posição em um site de rastreamento ao vivo.

## Temporada 2017
Em 2017 foi realizado o primeiro evento BikingMan; a corrida IncaDivide, que levou 17 atletas nas montanhas dos Andes do Equador e do Peru. Uma corrida brutal onde o principal desafio para cada piloto era lutar contra as condições de ciclismo de alta altitude dos Andes.

### Calendário das corridas
| Nome da raça    | Localização inicial | Localização final | datas               | Distância (km) | Ganho total de elevação (m) | Pontos de verificação obrigatórios | limite de tempo   |
| --------------- | ------------------- | ----------------- | ------------------- | -------------- | --------------------------- | ---------------------------------- | ----------------- |
| IncaDivide 2017 | Quito (Equador)     | Cusco (Peru)      | 1º de julho de 2017 | 3500           | 63000                       | 4                                  | 25 dias 600 horas |

### Resultados
| Nome da raça    | Entradas | finalizadores | 1ª Fêmea                     | 1º Masculino                   | 1º Par |
| --------------- | -------- | ------------- | ---------------------------- | ------------------------------ | ------ |
| IncaDivide 2017 | 17       | 6             | Yoshie Yabu (Japão) em 24d7h | Rodney Soncco (Peru) em 16d21h | N / D  |

## Temporada 2018
Em 2018, o BikingMan introduziu o 1º campeonato de ultraciclismo que reuniu atletas de todo o mundo para competir nas montanhas Hajar de Omã, na Cordilheira dos Andes do Peru com a corrida IncaDivide, ao redor da Córsega e em Taiwan.
Nas corridas "Sprint" do BikingMan 2018 (Omã  e Córsega ), foram construídos acampamentos base nos postos de controle onde os atletas poderiam descansar. As paragens obrigatórias nos postos de controlo com pessoal garantem aos atletas a marcação do tempo da sua progressão, validam o seu estado físico e eventualmente arranham os atletas que não respeitam os horários de encerramento de cada ponto de controlo.

### Calendário das corridas
| Nome da raça           | Formato | Localização inicial   | Localização final    | datas                   | Distância (km) | Ganho total de elevação (m) | Pontos de verificação obrigatórios | limite de tempo   |
| ---------------------- | ------- | --------------------- | -------------------- | ----------------------- | -------------- | --------------------------- | ---------------------------------- | ----------------- |
| BikingMan Omã 2018     | Corrida | Cidade de Barka (Omã) | Antiga Mascate (Omã) | 25 de fevereiro de 2018 | 1050           | 7500                        | 3                                  | 5 dias 120 horas  |
| BikingMan Córsega 2018 | Corrida | Bastia (Córsega)      | Bastia (Córsega)     | 29 de abril de 2018     | 700            | 13000                       | 3                                  | 5 dias 120 horas  |
| IncaDivide 2018        | Dividir | Trujillo (Peru)       | Trujillo (Peru)      | 1º de julho de 2018     | 1800           | 31000                       | 4                                  | 12 dias 288 horas |
| BikingMan Taiwan 2018  | Corrida | Taipé (Taiwan)        | Taipé (Taiwan)       | 22 de outubro de 2018   | 1150           | 18000                       | 3                                  | 5 dias 120 horas  |

### Resultados
| Nome da raça           | Entradas | finalizadores | 1ª Fêmea                               | 1º Masculino                          | 1º Par                                                                    |
| ---------------------- | -------- | ------------- | -------------------------------------- | ------------------------------------- | ------------------------------------------------------------------------- |
| BikingMan Omã 2018     | 44       | 34            | Juliana Buhring (Alemanha) em 49h53min | Rodney Soncco (Peru) em 46h17min      | Ciclismo em Omã (Mohamed Al Chandoubi/Hatem Al Booshri) (Omã) em 71h30min |
| BikingMan Córsega 2018 | 83       | 59            | Ivana Furlan (Itália) em 40h24min      | Mikael Flockhart (Suécia) em 29h35min | Antony Duriani / Loic Leonardi Giacometti (Córsega) em 45h41min           |
| IncaDivide 2018        | 35       | 22            | N / D                                  | Rodney Soncco (Peru) em 127h22min     | Yanis Hernandez / Eddy Marquez (Venezuela) em 221h34min                   |
| BikingMan Taiwan 2018  | 28       | 23            | Perrine Fages (França) em 119h32min    | Rodney Soncco (Peru) em 57h58min      | Romain Level / Simon Noel (França) em 81h30min                            |

#### Classificação do campeonato 2018
Os participantes entram no ranking da temporada assim que concluírem, como finalistas, 2 corridas da série BikingMan.
| Posição | Motociclista Feminina  | cavaleiro masculino            | Emparelhamento                                |
| ------- | ---------------------- | ------------------------------ | --------------------------------------------- |
| 1º      | Perrine Fages (França) | Rodney Soncco (Peru)           | Mohamed Al Chandoubi / Hatem Al Booshri (Omã) |
| 2º      | N / D                  | Niel Copeland (Reino Unido)    | Reinhard Mink / Anne Wursthorn (Alemanha)     |
| 3º      | N / D                  | Michelangelo Pacífico (Itália) | N / D                                         |
| 4º      | N / D                  | Robbie Ferri (Reino Unido)     | N / D                                         |
| 5 ª     | N / D                  | Marcus Leach (Reino Unido)     | N / D                                         |
| 6º      | N / D                  | Marco Beligni (Itália)         | N / D                                         |
| 7º      | N / D                  | Marcel Esser (Holanda)         | N / D                                         |
| 8º      | N / D                  | Rodrigue Lombard (França)      | N / D                                         |
| 9º      | N / D                  | Xavier Massart (Bélgica)       | N / D                                         |
| 10º     | N / D                  | Fabian Burri (Suíça)           | N / D                                         |

## Temporada 2019
A temporada de 2019 introduziu 2 novos eventos: Laos em maio e Portugal em setembro, elevando a série para um total de 6 eventos, todos parte do campeonato de 2019.

### Calendário das corridas
| Nome da raça            | Formato | Localização inicial   | Localização final    | datas                   | Distância (km) | Ganho total de elevação (m) | Pontos de verificação obrigatórios | limite de tempo   |
| ----------------------- | ------- | --------------------- | -------------------- | ----------------------- | -------------- | --------------------------- | ---------------------------------- | ----------------- |
| BikingMan Omã 2019      | Corrida | Cidade de Barka (Omã) | Antiga Mascate (Omã) | 24 de fevereiro de 2019 | 1035           | 7200                        | 2                                  | 5 dias 120 horas  |
| BikingMan Córsega 2019  | Corrida | Bigulia (Córsega)     | Biguglia (Córsega)   | 29 de abril de 2019     | 700            | 13000                       | 3                                  | 5 dias 120 horas  |
| BikingMan Laos 2019     | Corrida | Luang Prabang (Laos)  | Luang Prabang (Laos) | 20 de maio de 2019      | 780            | 11000                       | 2                                  | 5 dias 120 horas  |
| IncaDivide 2019         | Dividir | Trujillo (Peru)       | Trujillo (Peru)      | 14 de agosto de 2019    | 1650           | 23500                       | 3                                  | 10 dias 240 horas |
| BikingMan Portugal 2019 | Corrida | Faro (Portugal)       | Faro (Portugal)      | 23 de setembro de 2019  | 950            | 10000                       | 2                                  | 5 dias 120 horas  |
| BikingMan Taiwan 2019   | Corrida | Taipé (Taiwan)        | Taipé (Taiwan)       | 4 de novembro de 2019   | 1150           | 18000                       | 2                                  | 5 dias 120 horas  |

### Resultados
| Nome da raça                     | Entradas | finalizadores | 1ª Fêmea                                             | 1º Masculino                          | 1º Par                                                        |
| -------------------------------- | -------- | ------------- | ---------------------------------------------------- | ------------------------------------- | ------------------------------------------------------------- |
| BikingMan Omã 2019               | 75       | 69            | Jasmijn Muller (Holanda ) em 45h37                   | Rodney Soncco (Peru ) em 38h17min     | Cristian Auriemma (Itália ) / Jeff Webb (Canadá ) em 58h59min |
| BikingMan Córsega 2019           | 67       | 61            | Helle Bachofen Von Echt Muller (Dinamarca ) em 41h03 | Rodney Soncco (Peru ) em 30h52min     | Hatim Al Booshri e Mohammed Al Shandoudi (Omã ) em 40h07min   |
| BikingMan Laos 2019              | 15       | 11            | N / D                                                | Jason Black (Irlanda ) em 51h52min    | Romain Level & Simon Noel (França ) em 69h10min               |
| BikingMan Peru / IncaDivide 2019 | 44       | 12            | N / D                                                | Sofiane Sehili (França ) em 135h35min | Victoria de Sá & Bruno Rosa (Brasil ) em 210h09min            |
| BikingMan Portugal 2019          | 75       | 64            | Helle Bachofen Von Echt (Dinamarca ) em 62h40        | Romain Wartel (França ) em 40h12min   | Hatim Al Booshri e Mohammed Al Shandoudi (Omã ) em 56h30      |
| BikingMan Taiwan 2019            | 22       | 14            | Julie Melville (Canadá ) em 114h41                   | Bryce Benat (França ) em 71h47min     | Cristian Auriemma (Itália ) / Jeff Webb (Canadá ) em 74h16    |

### Classificação Série 2019
Classificação final de 2019 após a corrida em Taiwan - em 15 de novembro de 2019.
Os participantes entram no ranking da temporada assim que concluírem, como finalizadores, 2 corridas do BikingMan
| Rank atual | Categoria Feminina                   | Categoria Masculina           | Categoria do par                                  |
| ---------- | ------------------------------------ | ----------------------------- | ------------------------------------------------- |
| 1º posto   | Helle Bachofen Von Echt (Dinamarca ) | Rodney Sonnco (Peru )         | Hatim AL BOOSHRI & Mohammed AL SHANDOUDI (Omã )   |
| 2º posto   | Julie Melville (Canadá )             | Guillaume Chaumont (Bélgica ) | Jeff Webb (Canadá ) & Cristian Auriemma (Itália ) |
| 3º posto   | Eleonora Balbi (Suíça )              | Jonas Deichmann (Alemanha )   | Musaab AL BOOSHRI & Mshari AL KHALILI (Omã )      |

## Temporada 2020
A temporada 2020 será composta por 6 eventos com novas rotas reveladas em Omã, Córsega, Peru e Laos. O Brasil fará parte da série pela primeira vez. O evento principal Inca Divide revelará um percurso no vale sagrado dos Incas ao redor da cidade de Cusco .

### Impacto da Pandemia de COVID-19
Após a pandemia global e muitos países bloqueados, o calendário da corrida foi modificado pela organização da corrida para se adaptar à situação com as corridas no Brasil, Peru e Laos canceladas, enquanto a edição 2020 do BikingMan Corsica, inicialmente agendada para abril de 2020, está prevista para outubro de 2020. A série 2020 será assim composta por 3 eventos dos 6 inicialmente previstos.

### Calendário das corridas
| Nome da raça            | Formato | Localização inicial  | Localização final    | datas                   | Distância (km) | Ganho total de elevação (m) | Pontos de verificação obrigatórios | limite de tempo     |
| ----------------------- | ------- | -------------------- | -------------------- | ----------------------- | -------------- | --------------------------- | ---------------------------------- | ------------------- |
| BikingMan Omã 2020      | Corrida | Muscat, Omã)         | Muscat, Omã)         | 22 de fevereiro de 2020 | 1.060          | 8.700                       | 2                                  | 5 dias 120 horas    |
| BikingMan Portugal 2020 | Corrida | Faro (Portugal)      | Faro (Portugal)      | 21 de setembro de 2020  | 950            | 12.000                      | 2                                  | 5 dias 120 horas    |
| BikingMan Córsega 2020  | Corrida | Bigulia (Córsega)    | Biguglia (Córsega)   | 26 de outubro de 2020   | 850            | 15.000                      | 2                                  | 5 dias 120 horas    |
| BikingMan Brasil 2020   | Corrida | Taubaté (Brasil)     | Taubaté (Brasil)     | Cancelado               | 1.000          | 17.000                      | 2                                  | 5 dias 120 horas    |
| IncaDivide 2020         | Dividir | Cusco (Peru)         | Cusco (Peru)         | Cancelado               | 1.600          | 38.000                      | 3                                  | 14 dias - 336 horas |
| BikingMan Laos 2020     | Corrida | Luang Prabang (Laos) | Luang Prabang (Laos) | Cancelado               | 920            | 17.000                      | 2                                  | 5 dias 120 horas    |

### Resultados
| Nome da raça            | Entradas | finalizadores | 1ª Fêmea                            | 1º Masculino                            | 1º Par                                                        |
| ----------------------- | -------- | ------------- | ----------------------------------- | --------------------------------------- | ------------------------------------------------------------- |
| BikingMan Omã 2020      | 80       | 67            | Elizabeth Dunne (Irlanda ) em 70h47 | Laurent Boursette (França ) em 43h36min | Cristian Auriemma (Itália ) / Jeff Webb (Canadá ) em 53h32min |
| BikingMan Portugal 2020 | 66       | 60            | Nadia Chenaoui (França ) em 78h07   | Laurent Boursette (França ) em 37h33min | Cédrick Guerin / Christophe Gouyon (França ) em 58h51min      |
| BikingMan Córsega 2020  | 116      | 99            | Nathalie Baillon (França ) em 59h08 | Anthony Duriani (França ) em 55h15min   | Bruno Laval / Julien Merle (França ) em 73h38min              |

## Temporada 2021
A temporada de 2021 foi anunciada com 7 eventos focados principalmente na Europa (4 eventos na França + Portugal) + Brasil e Omã. O Brasil fará parte da série pela primeira vez após o cancelamento da edição de 2020.

### Calendário das corridas
| Nome da raça                   | Formato | Localização inicial      | datas                    | Distância (km) | Ganho total de elevação (m) | Pontos de verificação obrigatórios | limite de tempo  |
| ------------------------------ | ------- | ------------------------ | ------------------------ | -------------- | --------------------------- | ---------------------------------- | ---------------- |
| BikingMan Córsega 2021         | Corrida | Biguglia (Córsega)       | 26 de abril de 2021      | 1.000          | 18.000                      | 2                                  | 5 dias 120 horas |
| Bikingman Brazil 2021 See More | Corrida | Taubaté (Brasil)         | 16 de maio de 2021       | 1.000          | 17.500                      | 2                                  | 5 dias 120 horas |
| BikingMan AURA 2021            | Corrida | Valência (França)        | 24 de maio de 2021       | 1.000          | 19.500                      | 2                                  | 5 dias 120 horas |
| BikingMan França 2021          | Corrida | Le Cannet (França)       | 21 de junho de 2021      | 1.000          | 20.000                      | 2                                  | 5 dias 120 horas |
| BikingMan Euskadi 2021         | Corrida | Baiona (França)          | 6 de setembro de 2021    | 1.000          | 23.000                      | 2                                  | 5 dias 120 horas |
| BikingMan Portugal 2021        | Corrida | Algarve (Portugal)       | 4 de outubro de 2021     | 1.000          | 15.000                      | 2                                  | 5 dias 120 horas |
| BikingMan Omã 2021             | Corrida | Ainda não revelado (Omã) | quarto trimestre de 2021 | 1.000          | Ainda não revelado          | 2                                  | 5 dias 120 horas |